# Rio Jupilingo
Rio Jupilingo é um rio centro-americano da Guatemala.